# Phyllodactylus lanei
Phyllodactylus lanei — вид геконоподібних ящірок родини Phyllodactylidae. Ендемік Мексики.

## Підвиди

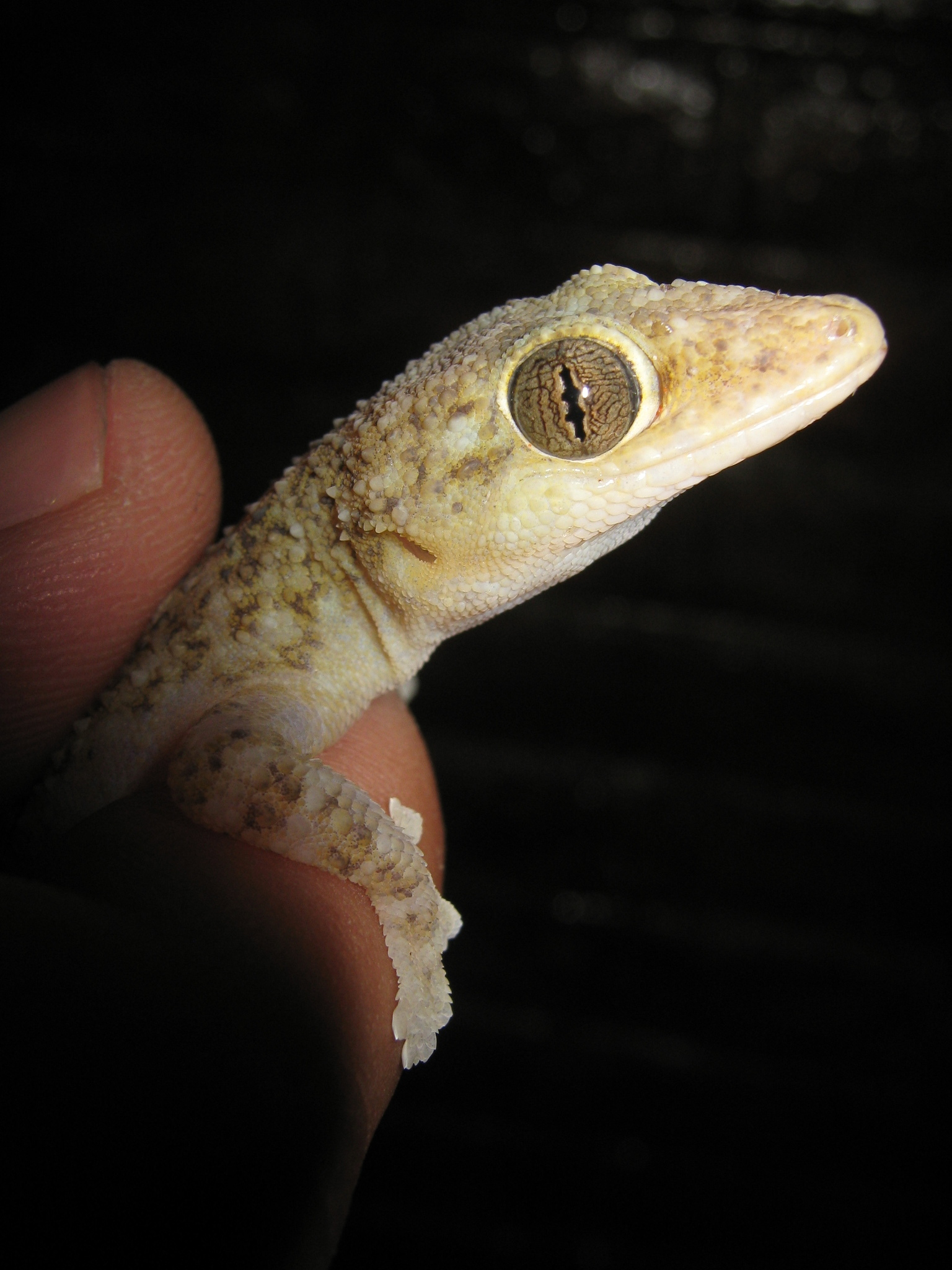
Phyllodactylus lanei

- Phyllodactylus lanei lupitae Castro-Franco & Uribe-Pena, 1992 — південний захід Наяриту (басейн Ріо-Гранде-де-Сантьяго);
- Phyllodactylus lanei isabelae Castro-Franco & Uribe-Pena, 1992 — острови Марієтас[en] (Наярит);
- Phyllodactylus lanei rupinus Dixon, 1964 — Наярит, узбережжя Халіско, південь Мічоакана;
- Phyllodactylus lanei lanei Smith, 1964 — Герреро, Морелос (зокрема басейн річки Бальсас).

## Поширення і екологія
Phyllodactylus lanei поширені на заході Мексики, від південного заходу Наярита до північного заходу Герреро. Вони живуть в різноманітних природних середовищах, зокрема в сухих тропічних лісах, мангрових лісах, чагарникових і вторинних заростях та в людських поселеннях.